# 俞成辉
俞成辉（1962年10月—），男，汉族，甘肃永登人，中华人民共和国政治人物。

## 生平
曾任甘肃省兰州市城关区党委副书记、区长，甘肃省信访局副局长、局长，中共甘南州委副书记、书记，2018年当选为甘肃省人大常委会副主任，并于2023年连任此职务。